# Paraxylocrius
Paraxylocrius is een kevergeslacht uit de familie van de boktorren (Cerambycidae). De wetenschappelijke naam van het geslacht werd voor het eerst geldig gepubliceerd in 2009 door Niisato.

## Soorten
Paraxylocrius omvat de volgende soorten:
- Paraxylocrius testaceus Niisato, 2009
- Paraxylocrius verigai Danilevsky, 2012